# Cecilia Rossell
Cecilia María Rossell Guerra, conocida como Cecilia Rossell (Copán Ruinas, Copán) es una modelo hondureña, ganadora del Miss Honduras Universo 2020.

## Biografía
Rossell, nació en Copán Ruinas, departamento de Copán. Se graduó  de la Carrera de Ciencias de la Comunicación y Publicidad de la Universidad de San Pedro Sula, USAP. Habla español e inglés. 
Perdió a su madre cuando tenía 22 años de edad, siendo víctima de cáncer de estómago, por lo que su vida dio un tremendo giro al tener bajo tutela a su hermana menor.

## Miss Honduras Universo 2020
Su elección se realizó de forma virtual, producto de la pandemia de la COVID-19. En su competición local representó al departamento de Copán, occidente de Honduras.